# John Winberg
Johan "John" August Gerhard Winberg, född 4 december 1881 i Gråmanstorp, död 24 september 1956 i Rappestad, var en svensk konstnär.

## Biografi
Winberg utbildade sig i unga år till yrkesmålare och var verksam inom hantverket i hela Sverige. År 1920 bosatte han sig i Vadstena och 1925 flyttade han till Rappestad väster om Linköping där han lät uppföra en ateljé och utställningslokal. Han var huvudsakligen verksam med dekorationsarbeten i många kyrkor, bland annat i Östergötland, Småland, Dalsland och Norrland. Han var även verksam som konservator av bildkonst, målningar och mindre snickerier. Winberg var representerad med en träskulptur vid jubileumsutställningen i Vadstena 1929. Winberg tillhörde en av de fyra kända kyrkmålarsläkterna i Sverige. Hans mest produktiva period och storhetstid var under 1920–1940 talen. 

## Winbergs verk
Bland Winbergs mest kända dekorations målningar finns på hotell och restaurang Gyllene Uttern beläget på klippan ovanför Gränna vid Vättern. Framförallt taket i matsalen och styrelserummet men även väggar, paneler och kapellet som gjordes på 1930-talet på uppdrag av fideikommissarien ryttmästare Rolf Gyllensvaan (född von Otter). Winberg blev även internationellt känd till stor del tack vare de prominenta besöken Gyllene Uttern hade av personer som Greta Garbo, svenskfödda Drottning Astrid av Belgien och Leopold III av Belgien. Även Ingmar Bergman tyckte om John Winbergs nationalromantiska och nordiska stil och förlade en inspelningsscen av en sommarlunch i filmen Smultronstället på Gyllene Uttern.
Förutom kyrkor, hotell och restauranger dekorationsmålade Winberg även privata hem bland annat Vaktudden i Arkösund 1935 på uppdrag av disponent Gustaf Westerholm och hans konstnärligt engagerade maka fru Annie Westerholm. Vid takmålningarna Winberg gjorde på Vaktudden assisterades han även av konstnären Walter Sundman från Norrköping. Winberg utförde även bildskulpturer på Sköldvik i Arkösund 1939 på uppdrag av direktör Elis Sköld. Ett tjugotal bildporträtt är skulpterade på utsidan av det runda hörnrummet i huvudbyggnaden. Winberg gjorde även dekorationsmålningar interiört. Sköldvik är numer öppet för allmänheten som ett vandrarhem vid S:t Annas skärgårds kust på Världens ändes väg i Arkösund. Ett flertal golvur målade Winberg smakfullt och detaljrikt. Inspiration av skärgård skymtar i ett av hans verk.
Winberg utförde också en rad restaureringar. En restaurering var ofta både svårare och mer krävande att göra än att måla själva originalet. Ett omfattande och riskfyllt arbete var när Winberg restaurerade takmålningen i spegelsalen på Grand Hotel i Stockholm. Förutom att arbeta långa arbetspass liggande på en ansenlig takhöjd, lyckades Winberg restaurera originalet väl. Man kan se hur motiv och detaljer som ängeln, trumpeten och lagerkransen senare återkommer i Winbergs egna verk.
Ett av Winbergs arbeten blev byggnadsminnesförklarat av länsstyrelsen i Norrbotten och tillstyrkt av Riksantikvarieämbetet. Winbergs omfattande arbete år 1925 i Bodens borgmästares påkostade sommarbostad Vittjärv vid Lule älvs strand, "utgör ett utmärkt exempel på ett högt konstnärligt och socialhistoriskt värde med nationalromantiska stildrag" skriver Landshövdingen och Arkivarien i sitt beslut av "Byggnadsminne" 30 november 2001. 

## Galleri

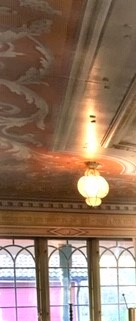
Detalj av takmålning
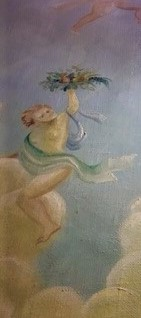
Detalj av ängel i takmålning
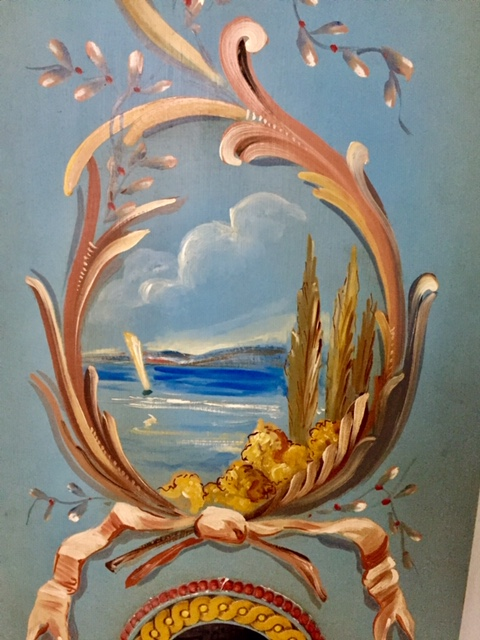
Målning på golvur 1930-tal
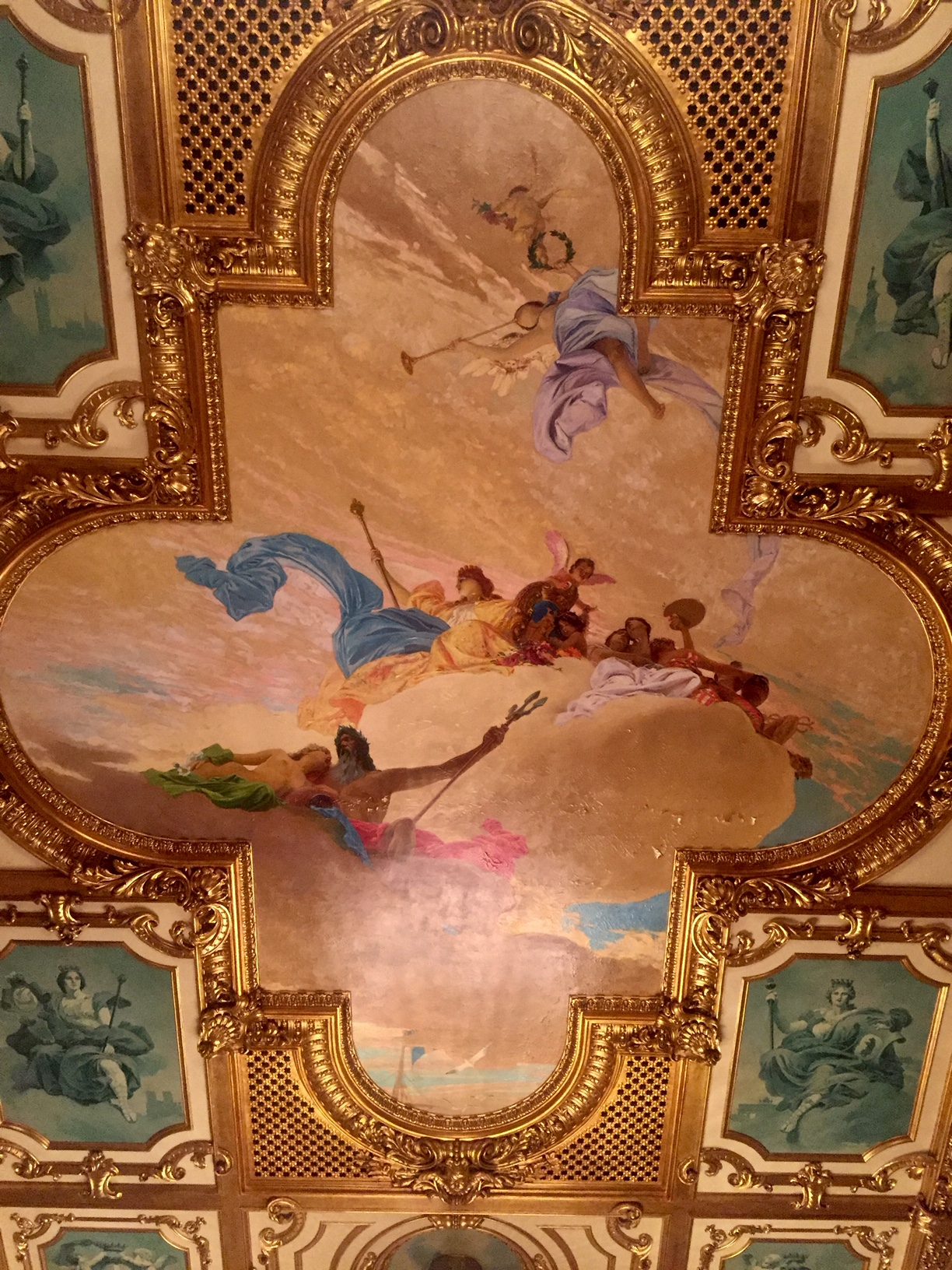
Restaurering av takmålning, spegelsalen, Grand hotel, Stockholm
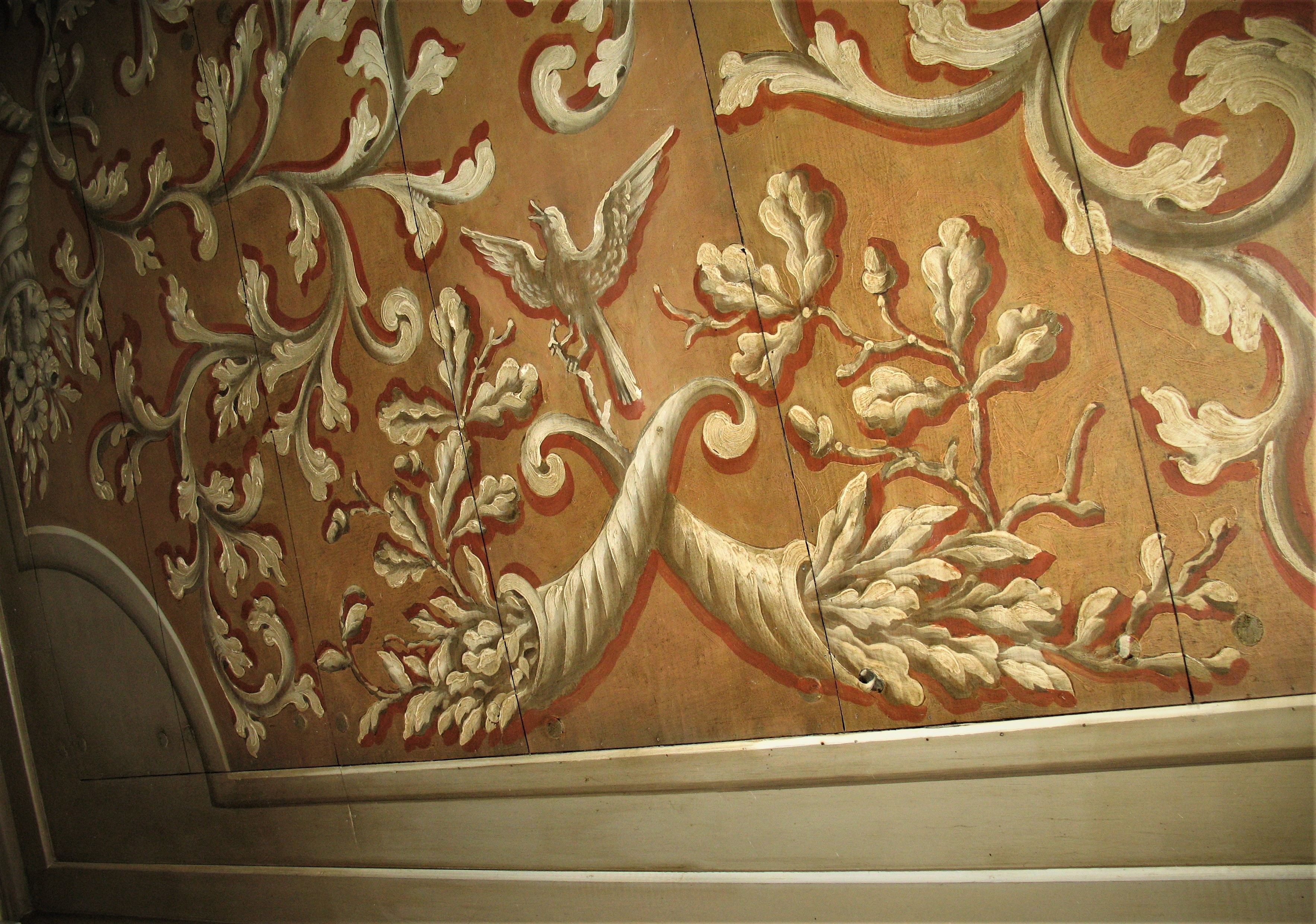
John Winberg, detalj från takmålning i rokoko med fågeln Fenix